# Euneophlebia pruinosa
Euneophlebia pruinosa là một loài bướm đêm trong họ Noctuidae.